# MegaHub
天滙財經有限公司（英語：MegaHub，簡稱：天滙），是香港的金融數據供應商，總部位於香港。

## 歷史
由譚章榮及溫偉德於2009年創立，並已經獲取香港聯交所、上海證券交易所、深圳證券交易所及納斯達克證券交易所特許資訊經營牌照，且為倫敦交易所泛歐股票交易平台Turquoise的後端行情供應商。

## 產品及服務
旗下主要產品為股票報價及分析系統PowerTicker，設有實時金融市場數據、資訊、相關分析服務和電子交易平台的系統，提供香港、中國內地、美國等地區報價內容。
此外，該公司亦設有開發和設計應用於手機和網站管道的交易介面。

## 外部連結
- 天滙財經官方網站
- 天滙財經的Facebook專頁
- YouTube上的天滙財經
- PowerTicker官方網站